# 1916 (numero)
Millenovecentosedici (1916) è il numero naturale dopo il 1915 e prima del 1917.

## Proprietà matematiche
- È un numero pari.
- È un numero composto da 6 divisori: 1, 2, 4, 479, 958, 1916. Poiché la somma dei suoi divisori (escluso il numero stesso) è 1444 < 1916, è un numero difettivo.
- È un numero congruente.
- È un numero malvagio.
- È parte delle terne pitagoriche (1437, 1916, 2395), (1916, 229437, 229445), (1916, 458880, 458884), (1916, 917763, 917765).

## Astronomia
- 1916 Boreas è un Asteroide near-Earth.

## Astronautica
- Cosmos 1916 è un satellite artificiale russo.

## Musica
- 1916 (album) è un album dei Motörhead, pubblicato nel 1991.